# Emil Thuy
Emil Thuy (ur. 11 marca 1894 w Hagen, zm. 11 czerwca 1930 pod Smoleńskiem) – as lotnictwa niemieckiego Luftstreitkräfte z 35 potwierdzonymi  zwycięstwami w I wojnie światowej. 

## Informacje ogólne
Emil Thuy syn właściciela fabryki w Hagen zainteresowania lotnictwem przejawiał od wczesnego dzieciństwa. Jako młodzieniec budował modele samolotów oraz testował szybowce. W 1913 roku po zdaniu matury zaczął studia na Technicznym Uniwersytecie w Clausthal.

## I wojna światowa
Po wybuchu wojny zgłosił się na ochotnika i po przejściu 6 tygodniowego szkolenia rozpoczął służbę w połowie września 1914 roku. Po kilku tygodniach walk w listopadzie został ciężko ranny. Obrażenia były tak poważne, że został zwolniony z wojska. Jednak po kilku miesiącach zgłosiła się do lotnictwa. Przeszedł szkolenie lotniczew w Fliegerersatz Abteilung Nr. 1 w Berlinie i od lipca 1915 roku został przydzielony do jednostki rozpoznawczej FFA 53. W jednostce służył do 1 listopada 1916 roku odnosząc swoje pierwsze i jedyne zwycięstwo powietrzne w czasie służby w jednostce 8 września 1915 roku. 
1 listopada 1916 roku został skierowany na szkolenie dla pilotów myśliwskich. Po niecałych trzech tygodniach uzyskał licencję pilota myśliwskiego i został skierowany do służby w nowo powstałej eskadrze myśliwskiej Jagdstaffel 21. W marcu 1917 roku został promowany na podporucznika lotnictwa, a 16 kwietnia odniósł swoje pierwsze zwycięstwo w jednostce. W kolejnych miesiącach zwyciężał regularnie z 14 zwycięstwem (ostatnim w Jasta 21) odniesionym 22 września. 
26 września został mianowany dowódcą Königlich Württembergische Jagdstaffel Nr. 28. Obowiązki pełnił do końca wojny. Odnosząc w niej jeszcze 21 zwycięstw. Ostatnie zwycięstwo podwójne odniósł 14 października 1918 roku.

## Po wojnie
Po zakończeniu wojny Emil Thuy powrócił na studia oraz do pomocy w fabryce rodzinnej. Wkrótce otrzymał propozycję pracy w Fińskich Siłach Zbrojnych. Pracował tam z przerwami do 1924 roku.
Po wprowadzeniu w życie postanowień traktatu wersalskiego Niemcy mogli posiadać tylko szczątkową armię, pozbawioną w zasadzie lotnictwa. Od 1924 roku Niemcy w porozumieniu z ZSRR utworzyli tajną bazę lotniczą na terytorium Związku Radzieckiego w Lipiecku, gdzie znajdował się garnizon lotniczy i  szkoła pilotów radzieckich. Emil Thuy został jednym z członków misji niemieckiej. Jego rola polegała na szkoleniu pilotów oraz oblatywaniu nowych modeli samolotów. 
11 czerwca 1930 roku  lecąc z kolejną misją z Moskwy do Berlina testując samolot Albatros L 77v rozbił się w okolicach Smoleńska.

## Odznaczenia
- Order Pour le Mérite – 30 czerwca 1918
- Królewski Order Rodu Hohenzollernów – 6 listopada 1917
- Krzyż Żelazny I Klasy
- Krzyż Żelazny II Klasy
- Order Zasługi Wojskowej (Wirtembergia)